# Hainburg an der Donau
Hainburg an der Donau je město v Rakousku v okrese Bruck an der Leitha ve spolkové zemi Dolní Rakousko. Je to nejvýchodnější rakouské město. Žije zde přibližně 6 600 obyvatel.

## Geografie
Město se nachází v spádové oblasti hlavního města Slovenska, Bratislavy, přičemž centrum města je od Bratislavského hradu vzdušnou čarou vzdáleno asi 12 km západním směrem, od Děvínského hradu jen 4 km jihozápadně. Leží poblíž řeky Dunaj při národním parku Národní park Donau-Auen. U města se nachází soutok Moravy a Dunaje, který leží na rakousko-slovenské státní hranici.
45,87 % rozlohy města je zalesněno, 54,13 % je využíváno na zemědělské účely.

## Vývoj počtu obyvatel
- 1971: 6 060
- 1981: 5 731
- 1991: 5 753
- 2001: 5 651
- 2011: 5 945

## Osobnosti města
- Franz von Felbinger (1844–1906), rakouský inženýr, průmyslník a malíř.
- Mauritz von Wiktorin (1883–1956), důstojník

## Ekonomika a infrastruktura
V r. 2001 bylo v městě 242 obchodů, přičemž 29 mělo zemědělský nebo lesnický význam. Celkově město zaměstnává 2 512 osob. Nezaměstnaných bylo 70 lidí.